# Robert Allan
Robert Alexander Allan, Barão Allan de Kilmahew, DSO, OBE, RD (11 de julho de 1914 - 4 de abril de 1979) foi um político conservador britânico.
Ele serviu na Royal Naval Volunteer Reserve durante a Segunda Guerra Mundial e foi nomeado Oficial da Ordem do Império Britânico (OBE) em 1942, um Companheiro da Ordem de Serviço Distinto (DSO) em 1944, e foi premiado a Croix de Guerre francesa.
Em 16 de julho de 1973, foi criado um par de vida como Barão Allan de Kilmahew, de Cardross no condado de Dunbartonshire.